# Husby-Ärlinghundra och Odensala distrikt
Husby-Ärlinghundra och Odensala distrikt är ett distrikt i Sigtuna kommun och Stockholms län. 
Distriktet ligger nordost om Sigtuna.

## Tidigare administrativ tillhörighet
Distriktet inrättades 2016 och utgörs av socknarna Odensala och Husby-Ärlinghundra (del av) i Sigtuna kommun.
Området motsvarar den omfattning Husby-Ärlinghundra församling hade vid årsskiftet 1999/2000 och som den fick 1998 när socknarnas församlingar gick samman, samtidigt som Valsta församling bröts ut.